# Haus Kränholm

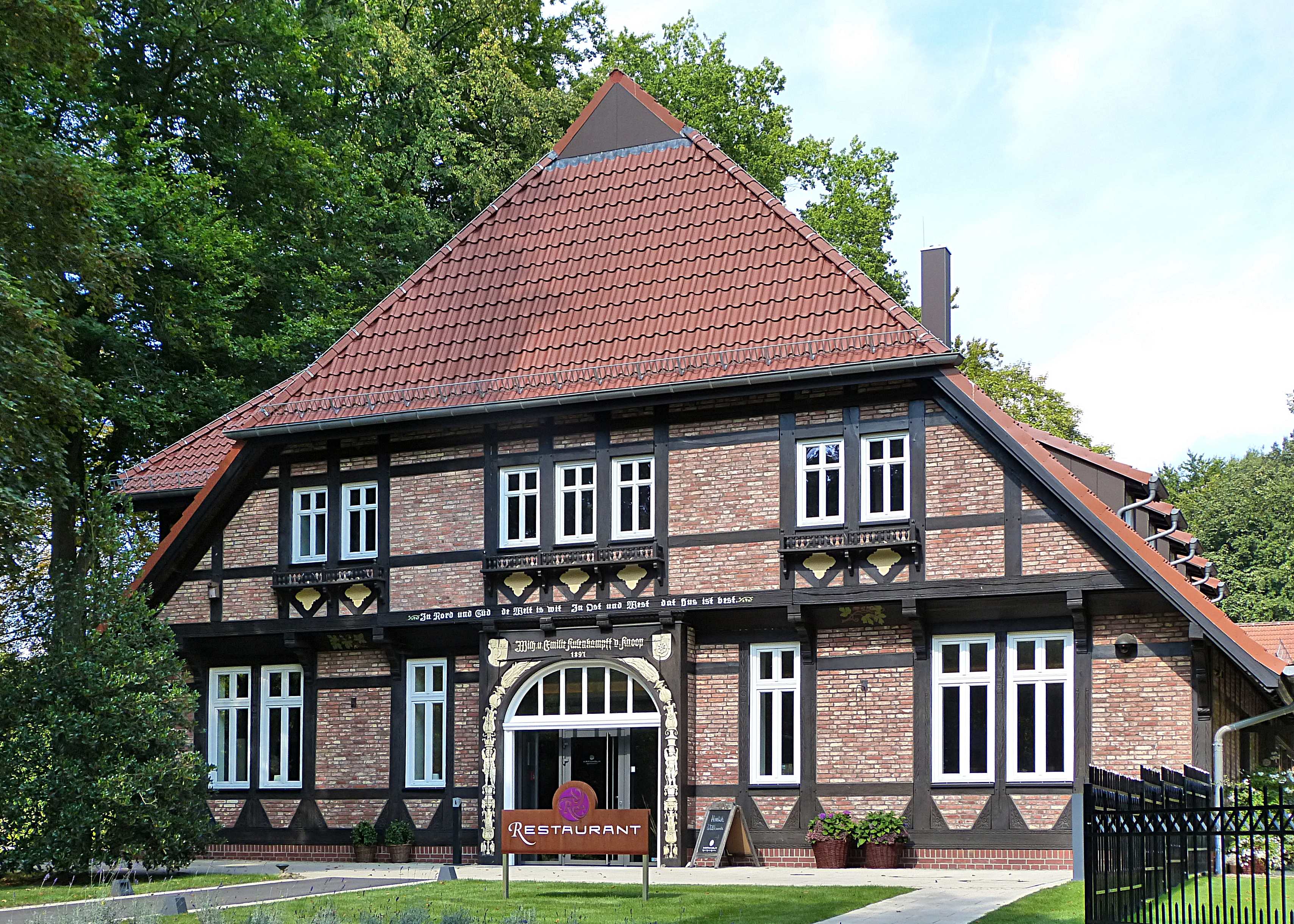
Haus Kränholm

Das Haus Kränholm befindet sich in Bremen, Stadtteil Burglesum, Ortsteil St. Magnus in Knoops Park, Auf dem Hohen Ufer 35A  / Raschenkamsweg. Das Gebäude entstand 1971 als Rekonstruktion eines 1896/1897 nach Plänen von Eduard Gildemeister und Wilhelm Sunkel an anderer Stelle errichteten und für den Bau einer Schnellstraße abgerissenen Herrenhauses. Es steht seit 2010 als Bestandteil der Denkmalgruppe Knoops Park unter Denkmalschutz.

## Geschichte
Das zweigeschossige Gebäude in der Gestalt eines niedersächsischen Fachwerkbauernhauses mit Krüppelwalmdach wurde von 1896 bis 1897 in der Epoche des Historismus nördlich der Bahnlinie Bremen-Vegesack in der Nähe der Lesumer Heerstraße für den aus der Kaufmannsfamilie Kulenkampff stammenden  Kaufmann Wilhelm Kulenkampff (1852–1929) und seiner Frau Emilie geb. Knoop (1858–1920) errichtet. Über dem Eingang in Form eines Torbogens steht auf dem Holzbalken: „In Nord und Süd de Welt is wit. In Ost und West dat Hus is’t best“.
Das Haus wurde nach der Flussinsel Kreenholm in der Narva benannt, die heute zu Estland gehört. 1856 kaufte der Bremer Großkaufmann Ludwig Knoop, der Vater von Emilie Kulenkampff, die seinerzeit zum Russischen Reich gehörende Insel und ließ auf ihr eine Baumwollspinnerei errichten, aus der später die Textilfabrik Kreenholmi Manufaktuur entstand.
Das Gebäude  befand sich auf der Trasse der neuerbauten Bundesstraße 74 (heute Autobahn 270) und wurde deshalb unter Bergung der Fachwerkbestandteile abgerissen. Es wurde 1971 als Rekonstruktion in verändertem Aussehen und um ein Geschoss reduziert gegenüber den Torhäusern der Albrechtsburg in Knoops Park zur Nutzung durch die Gartenbauabteilung des Bauamtes Bremen-Nord wieder aufgebaut. Dabei fanden ältere Bauteile Verwendung. Am Haus entstand ein Bauerngarten, ein Mustergarten für Schattengewächse und eine Fachwerkscheune, die als Remise genutzt wird. Neben dem neuerbauten Haus Kränholm befindet sich das Haus Tillery des Knoopschen Obergärtners Tillery.
Gegenwärtig wird das Haus als Restaurant genutzt mit dem Kunstcafé im ehemaligen Obergärtnerhaus und der Scheune als Veranstaltungsraum sowie einem benachbarten Skulpturengarten. Die Stiftung Haus Kränholm verwaltet das Anwesen.